# Placide-Joseph Panckoucke
Placide-Joseph Panckoucke, né à Lille en 1740 et mort dans la même ville en 1800, est un franc-maçon, libraire-éditeur du clan Panckoucke, la célèbre famille des éditeurs de l’Encyclopédie.

## Biographie
Il est le fils de Henri Joseph Panckoucke (1706-1778), Bourgeois de Lille en 1731, éditeur-libraire et auteur littéraire, et de Marie-Antoinette Brovellio, fille de Pierre Brovellio, imprimeur à Lille. Il est aussi le cousin issu de germain de Charles-Joseph Panckoucke et l'oncle de Charles-Louis-Fleury Panckoucke.
Après le départ de Charles-Joseph pour Paris en 1762, il prend la direction de l'entreprise familiale de la place Rihour à Lille jusqu'à son décès en 1800. Il négocie avec son cousin Jean-Louis de Boubers, imprimeur à Bruxelles, l'achat du tiers de l'édition des œuvres de Jean-Jacques Rousseau qui intègrent de ce fait le fonds Panckoucke. Il est fait Bourgeois de Lille et Consul de la juridiction consulaire de Lille.
Il développe également une activité de banquier à Lille et il devient le correspondant de la banque Bontemps & Mallet de la famille Mallet.
Membre de la Loge des amis réunis, il en devient grand secrétaire en 1775, Grand orateur et Premier surveillant en 1787.

## Famille

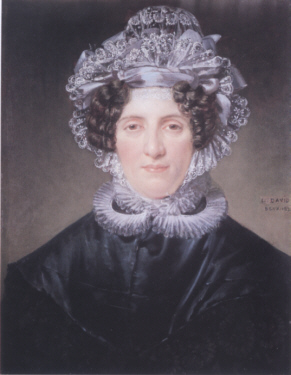
Pauline Panckoucke

De son mariage avec Angélique Charlotte Petit, il a une fille Pauline Panckoucke qui épouse Dominique Vincent Ramel de Nogaret dit Dominique-Vincent Ramel-Nogaret et qui donne la descendance Édouard Lorois ou de Rodellec du Porzic, et un fils, Henry Panckoucke, ami de Jean-Auguste-Dominique Ingres et époux de Cécile Bochet, qui donne la descendance Jacques-Raoul Tournouër, Maurice Bastide du Lude, Georges Privat-Deschanel, inspecteur des Finances et président de la Cour des comptes, fils de Augustin Privat-Deschanel, Pierre Génouville, maire du Chesnay ou Robert Fromageot propriétaire du château du Renouard dans l'Orne.

## Sources
- Jean-Yves Mollier, L'Argent et les Lettres. Histoire du capitalisme d'édition 1880-1920, 1988.
- Suzanne Tucoo-Chala, Charles-Joseph Panckoucke et la Librairie française de 1736 à 1798, 1977.